# Castelculier
Castelculier (okzitanisch: Castelculhèr) ist eine französische Gemeinde mit 2.383 Einwohnern (Stand: 1. Januar 2022) im Département Lot-et-Garonne in der Region Nouvelle-Aquitaine. Castelculier liegt im Arrondissement Agen und gehört zum Kanton Le Sud-Est Agenais. Die Einwohner heißen Castelfondais(es).

## Geografie
Castelculier liegt etwa sechs Kilometer südöstlich von Agen nördlich der Garonne. Die Séoune fließt durch die Gemeinde und begrenzt sie im Osten. Im Nordwesten verläuft der Mondot. Umgeben wird Castelculier von den Nachbargemeinden Bon-Encontre im Norden und Westen, Saint-Caprais-de-Lerm im Nordosten, Saint-Pierre-de-Clairac im Osten sowie Lafox im Süden.
Durch die Gemeinde führt die frühere Route nationale 113 (heutige D813).

## Geschichte
Archäologische Grabungen haben die Villa von Lamarque aus der gallorömischen Epoche hervorgebracht. Im 2. Jahrhundert muss der Ort bereits als Siedlung bestanden haben. Aus dem vierten Jahrhundert sind weitere Gebäudereste bekannt. Der Ort wird heute Villascopia genannt.
Während des Ancien Régime wurde die Burg von Castelculier auf Befehl Ludwigs XIII. geschleift. 
Im Zweiten Weltkrieg bot das Schloss Laclotte dem Maquis (dem französischen Widerstand) Unterschlupf. Unter einer Aktion der Gestapo von Agen aus wurde das Schloss zerstört und die Widerstandskämpfer getötet.

### Bevölkerungsentwicklung
| Jahr      | 1962 | 1968 | 1975 | 1982 | 1990 | 1999 | 2006 | 2012 | 2018 |
| --------- | ---- | ---- | ---- | ---- | ---- | ---- | ---- | ---- | ---- |
| Einwohner | 768  | 815  | 1005 | 1233 | 1597 | 1697 | 2132 | 2354 | 2392 |

## Sehenswürdigkeiten
- Kirche Notre-Dame im Ortsteil Cabalsault, Monument historique seit 1929
- romanische Kirche von Saint-Amans
- Ruinen der Burg von Castelculier aus dem 13. Jahrhundert (von Ludwig XIII. zerstört)

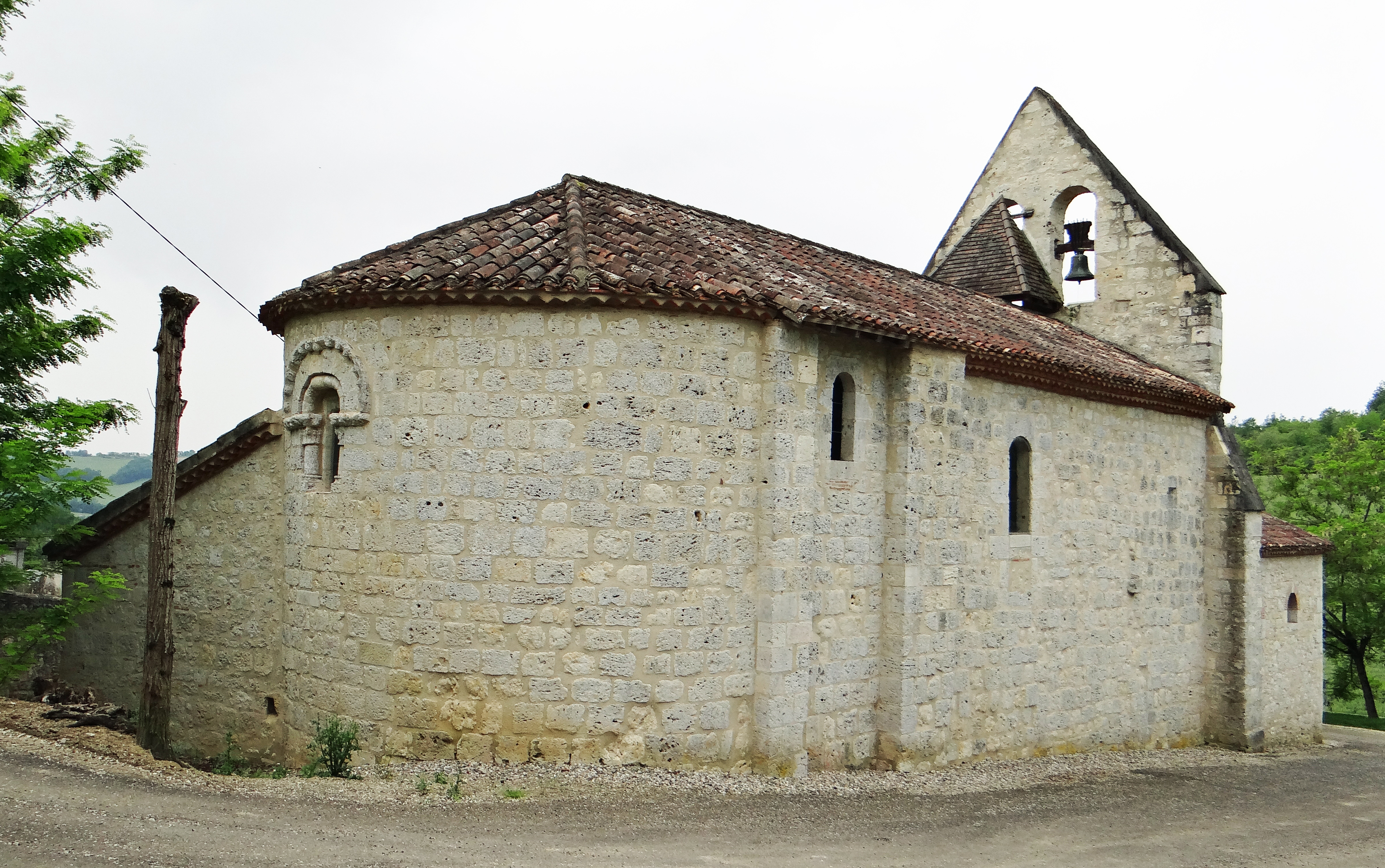
Kirche Notre-Dame

- Schloss Saint-Amans
- Reste des Schlosses Laclotte

## Persönlichkeiten
- Jacques Jasmin (1798–1864), Lyriker